# 시부모

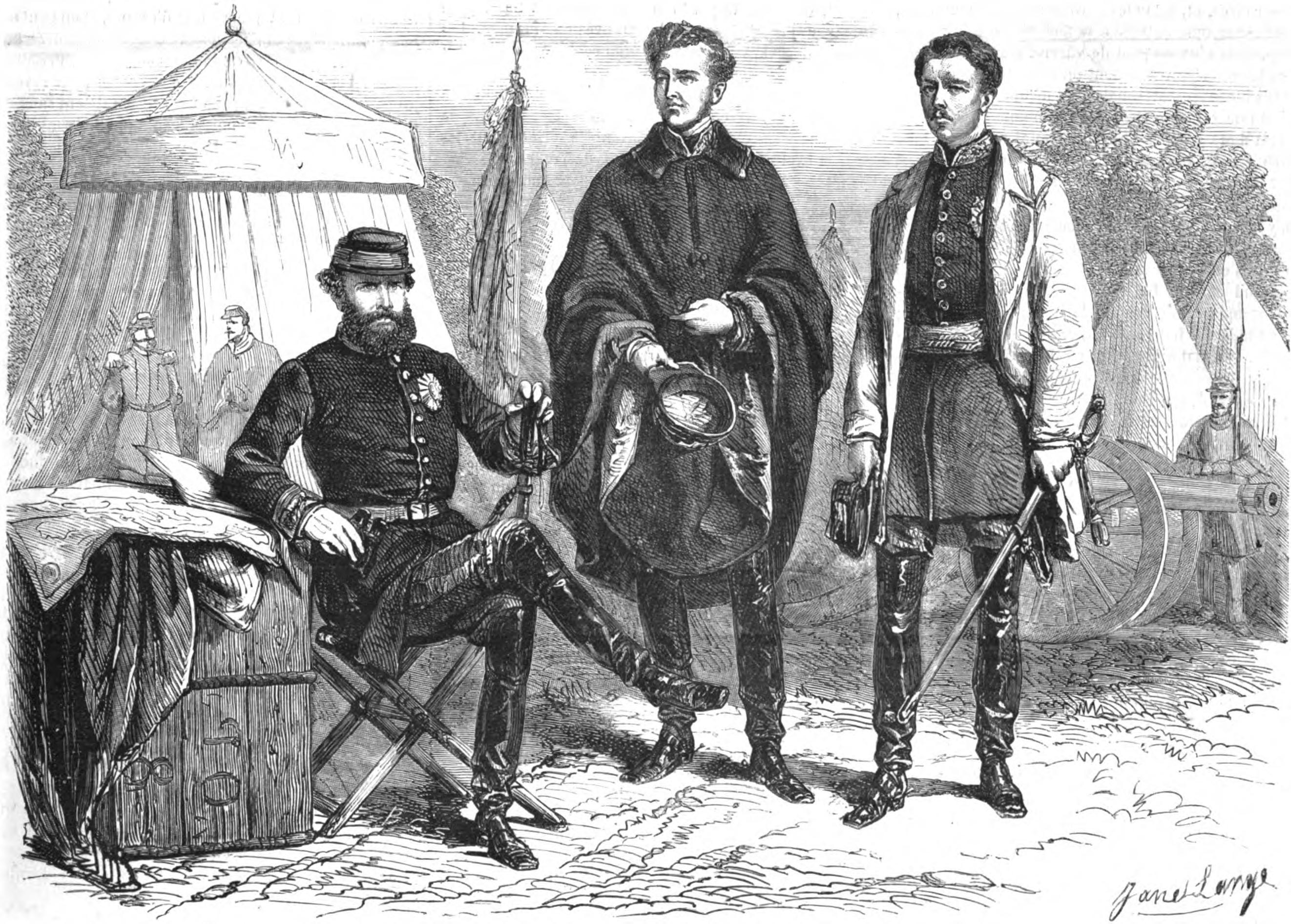
1865년 파라과이 전쟁 당시 브라질의 페드루 2세 황제는 그의 두 사위인 작센코부르크고타의 루드비히 아우구스트와 오를레앙의 가스통 백작 가스통과 함께 자리를 잡았다.

시부모 또는 장인장모는 타인에게 처부모를 지칭할 때 쓰이는 단어이다. 장인은 시아버지, 의부라고도 부르며 장모는 시어머니, 의모라고도 부른다. 수많은 문화와 법 체계는 이러한 관계에 의해 연결된 사람들에 책무를 부과한다. 장인 또는 시아버지는 한 사람의 배우자의 아버지이다. 장모 또는 시어머니는 한 사람의 배우자의 어머니이다.

## 같이 보기
- 인척
- 혼인